# FFF 단위계
펄롱-퍼킨-포트나이트 단위계(FFF system, furlong–firkin–fortnight system)는 특이하거나 비실용적인 측정을 기반으로 한 유머러스한 단위 시스템이다. 길이 단위는 펄롱이고, 질량 단위는 물 한 팩 의 질량이며, 시간 단위는 2주다. SI 또는 미터-킬로그램-초 단위계와 마찬가지로 속도, 부피, 질량, 무게 등에 대한 유도 단위가 있다. 이를 때때로 FFFF 단위계라고도 하는데, 여기서 네 번째 'F'는 화씨 온도를 나타낸다.
FFF 시스템은 실제로 사용되지 않지만 다양한 단위 시스템의 상대적 장점에 대한 논의에서 예로 사용되었다. FFF 단위 중 일부, 특히 마이크로포트나이트는 컴퓨터 과학에서 농담으로 사용되기도 했다. "모호한 단위"라는 의미를 갖는 것 외에도 유도 단위로서 펄롱 매 포트나이트는 단위 변환 및 차원 분석의 교실 사례에서도 자주 사용되었다.

## 기본 단위 및 정의
| 단위       | 약어 | 차원 | SI 단위             | 제국 단위 |
| ---------- | ---- | ---- | ------------------- | --------- |
| 펄롱       | fur  | 길이 | 201.168 미터        | 220 야드  |
| 퍼킨       | fir  | 질량 | 40.8233133 킬로그램 | 90 파운드 |
| 포트나이트 | ftn  | 시간 | 1,209,600 초        | 14 일     |

## 배수 및 유도 단위

### 마이크로포트나이트 및 기타 십진 접두사
1 마이크로포트나이트는 1.2096 초와 같다. 이것이 컴퓨터 과학에서 농담이 된 이유는 VMS 운영 체제 에서 TIMEPROMPTWAIT 변수가 마이크로포트나이트로 설정되기 때문이다. 이 변수는 부팅 시 현재 값이 유효하지 않다는 것을 알게 된 경우 운영자가 올바른 날짜와 시간을 설정할 때까지 시스템이 기다리는 시간을 담고 있다. 이는 컴퓨터가 타이머를 실행하기 위해 아직 활성화되지 않은 내부 클럭 대신 루프를 사용하기 때문이다. 설명서에는 "구현에서는 마이크로 포트나이트의 시간 단위가 초로 근사된다."라고 언급되어 있다.
Jargon File에서는 밀리포트나이트(약 20분)와 나노포트나이트가 가끔 사용되었다고 보고한다.

### 펄롱 매 포트나이트
펄롱 매 포트나이트는 육안으로는 거의 눈에 띄지 않는 속도이다. 다음과 같이 변환된다.
- 1.663×10−4 m/s, (즉 0.1663 밀리미터/초),
- 대략 1cm / 분 (400분의 1 이내 오차) [b]
- 5.987×10−4  km/h
- 대략 3⁄8 인치/분
- 3.720×10−4 mi/h

### 빛의 속도
빛의 속도는 1.8026×1012 fur/ftn(1.8026 Tfur/ftn)다. 질량-에너지 등가에 의해 1퍼킨은 3.24936676×1024 fir·fur²/ftn²과 같다. 이는 약 3.669×1018 J에 해당한다.